# Cats (tidskrift)
Cats är en svensk herrtidning som innehåller mestadels porr som utgivits sedan 1982. Tidningen utges av Tre-Mag AB. Tidningen har också en så kallad systertidning i Cats DVD.